# Мечтатель (фильм)
«Мечтатель» (англ. Dreamer) — американская спортивная драма 2005 года, режиссёрский дебют Джона Гэйтинса. В фильме снимались Курт Рассел, Крис Кристофферсон, Элизабет Шу и Дакота Фэннинг. В основу фильма положена реальная история чистокровной скаковой лошади по кличке «Mariah’s Storm». Премьера фильма состоялась 10 сентября 2005 года на Международном кинофестивале в Торонто.

## Сюжет
Бен Крейн (Курт Рассел), тренирует лошадей для скачек, добросовестно относится к своей работе, но, порой он пренебрегает своей не по годам развитой дочерью, Кейл.
«Сонадор» («Мечтатель» с испанского), одна из лучших скаковых лошадей у коннозаводчика Эверетта Палмера, ломает ногу на скачках. Палмер непременно усыпил бы лошадь, но Крейн не позволяет. Вместо этого он увольняется и забирает «Сонадор» в качестве оплаты за свою работу. Выхаживать лошадь ему предстоит вместе с дочерью.

## В ролях
- Курт Рассел — Бенджамин «Бен» Крейн
- Дакота Фэннинг — Кейл Крейн
- Крис Кристофферсон — дед Кейл Крэйн
- Элизабет Шу — Лилиан «Лилли» Крэйн
- Дэвид Морс — Эверетт Палмер
- Фредди Родригес — Манолин
- Луис Гусман — Бэлон
- Одед Фер — принц Садир

## Релиз
Премьера фильма состоялась 10 сентября 2005 года на Международном кинофестивале в Торонто, а 21 октября 2005 года фильм был выпущен в кинотеатрах компанией DreamWorks Pictures . На VHS и DVD фильм был выпущен 21 марта 2006 года; это был последний фильм DreamWorks, выпущенный на VHS.

## Прием критиков

### Кассовые сборы
Фильм собрал 32 751 093 долларов в США, и 5 990 639 долларов в мире. Это указывает на средние кассовые сборы, так как фильм едва окупил свой бюджет.

### Приём критиков
Фильм получил неоднозначные отзывы критиков. На сайте-агрегаторе рецензий Rotten Tomatoes фильм имеет рейтинг 64 %, основанный на 117 обзорах, со средней оценкой 6.3 / 10. На Metacritic фильм имеет оценку 59 баллов из 100 на основе 28 обзоров, что указывает на «смешанные или средние отзывы». По данным CinemaScore, зрители поставили фильму редкую оценку «A +» по шкале от A + до F.